# Arrondissement de Saint-Amand-Montrond
L'arrondissement de Saint-Amand-Montrond est une division administrative française, située dans le département du Cher et la région Centre-Val de Loire.
Il correspond à la zone frontière entre les anciennes provinces du Berry (cantons de Châteaumeillant, Le Châtelet, Dun-sur-Auron, Lignières, et partie de ceux de Châteauneuf-sur-Cher et La Guerche-sur-l'Aubois) et du Bourbonnais (cantons de Saint-Amand-Montrond, Charenton-du-Cher, Nérondes, Sancoins, Saulzais-le-Potier, et partie de ceux de Châteauneuf-sur-Cher et La Guerche-sur-l'Aubois).

## Composition

### Composition avant 2015
- Canton de Charenton-du-Cher
- Canton de Châteaumeillant
- Canton de Châteauneuf-sur-Cher
- Canton du Châtelet
- Canton de Dun-sur-Auron
- Canton de La Guerche-sur-l'Aubois
- Canton de Lignières
- Canton de Nérondes
- Canton de Saint-Amand-Montrond
- Canton de Sancoins
- Canton de Saulzais-le-Potier

### Découpage communal depuis 2015
Depuis 2015, le nombre de communes des arrondissements varie chaque année soit du fait du redécoupage cantonal de 2014 qui a conduit à l'ajustement de périmètres de certains arrondissements, soit à la suite de la création de communes nouvelles. Le nombre de communes de l'arrondissement de Saint-Amand-Montrond reste quant à lui inchangé depuis 2015 et égal à 116.
Le 1er janvier 2024, la commune de Lugny-Bourbonnais est absorbée par Osmery qui devient une commune nouvelle par un arrêté préfectoral du 19 septembre 2023. Le nombre de communes passe de 116 à 115.
Au 1er janvier 2024, l'arrondissement groupe les 115 communes suivantes :
1. Ainay-le-Vieil
2. Apremont-sur-Allier
3. Arcomps
4. Ardenais
5. Arpheuilles
6. Augy-sur-Aubois
7. Bannegon
8. Beddes
9. Bessais-le-Fromental
10. Blet
11. Bouzais
12. Bruère-Allichamps
13. Bussy
14. La Celette
15. La Celle
16. La Celle-Condé
17. Chalivoy-Milon
18. Chambon
19. La Chapelle-Hugon
20. Charenton-du-Cher
21. Charly
22. Châteaumeillant
23. Châteauneuf-sur-Cher
24. Le Châtelet
25. Chaumont
26. Le Chautay
27. Chavannes
28. Chezal-Benoît
29. Cogny
30. Colombiers
31. Contres
32. Cornusse
33. Corquoy
34. Cours-les-Barres
35. Coust
36. Crézançay-sur-Cher
37. Croisy
38. Cuffy
39. Culan
40. Drevant
41. Dun-sur-Auron
42. Épineuil-le-Fleuriel
43. Farges-Allichamps
44. Faverdines
45. Flavigny
46. Germigny-l'Exempt
47. Givardon
48. Grossouvre
49. La Groutte
50. La Guerche-sur-l'Aubois
51. Ids-Saint-Roch
52. Ignol
53. Ineuil
54. Jouet-sur-l'Aubois
55. Lantan
56. Lignières
57. Loye-sur-Arnon
58. Maisonnais
59. Marçais
60. Meillant
61. Menetou-Couture
62. Montlouis
63. Morlac
64. Mornay-Berry
65. Mornay-sur-Allier
66. Nérondes
67. Neuilly-en-Dun
68. Neuvy-le-Barrois
69. Nozières
70. Orcenais
71. Orval
72. Osmery
73. Ourouer-les-Bourdelins
74. Parnay
75. La Perche
76. Le Pondy
77. Préveranges
78. Raymond
79. Reigny
80. Rezay
81. Sagonne
82. Saint-Aignan-des-Noyers
83. Saint-Amand-Montrond
84. Saint-Baudel
85. Saint-Christophe-le-Chaudry
86. Saint-Denis-de-Palin
87. Saint-Georges-de-Poisieux
88. Saint-Germain-des-Bois
89. Saint-Hilaire-de-Gondilly
90. Saint-Hilaire-en-Lignières
91. Saint-Jeanvrin
92. Saint-Loup-des-Chaumes
93. Saint-Maur
94. Saint-Pierre-les-Bois
95. Saint-Pierre-les-Étieux
96. Saint-Priest-la-Marche
97. Saint-Saturnin
98. Saint-Symphorien
99. Saint-Vitte
100. Sancoins
101. Saulzais-le-Potier
102. Serruelles
103. Sidiailles
104. Tendron
105. Thaumiers
106. Torteron
107. Touchay
108. Uzay-le-Venon
109. Vallenay
110. Venesmes
111. Vereaux
112. Vernais
113. Verneuil
114. Vesdun
115. Villecelin

## Démographie
En 2022, l'arrondissement comptait 60 997 habitants.
| 1968   | 1975   | 1982   | 1990   | 1999   | 2006   | 2011   | 2016   | 2021   |
| ------ | ------ | ------ | ------ | ------ | ------ | ------ | ------ | ------ |
| 77 157 | 74 114 | 71 227 | 69 233 | 67 344 | 67 468 | 67 168 | 63 921 | 61 114 |

| 2022   | - | - | - | - | - | - | - | - |
| ------ | - | - | - | - | - | - | - | - |
| 60 997 | - | - | - | - | - | - | - | - |

## Administration
| Période         | Période  | Identité        | Fonction précédente                           | Observation |
| --------------- | -------- | --------------- | --------------------------------------------- | ----------- |
| 17 juillet 2025 | En cours | Afif Lazrak (d) | Directeur de cabinet de la préfète de l'Isère |             |